# Bia Huda

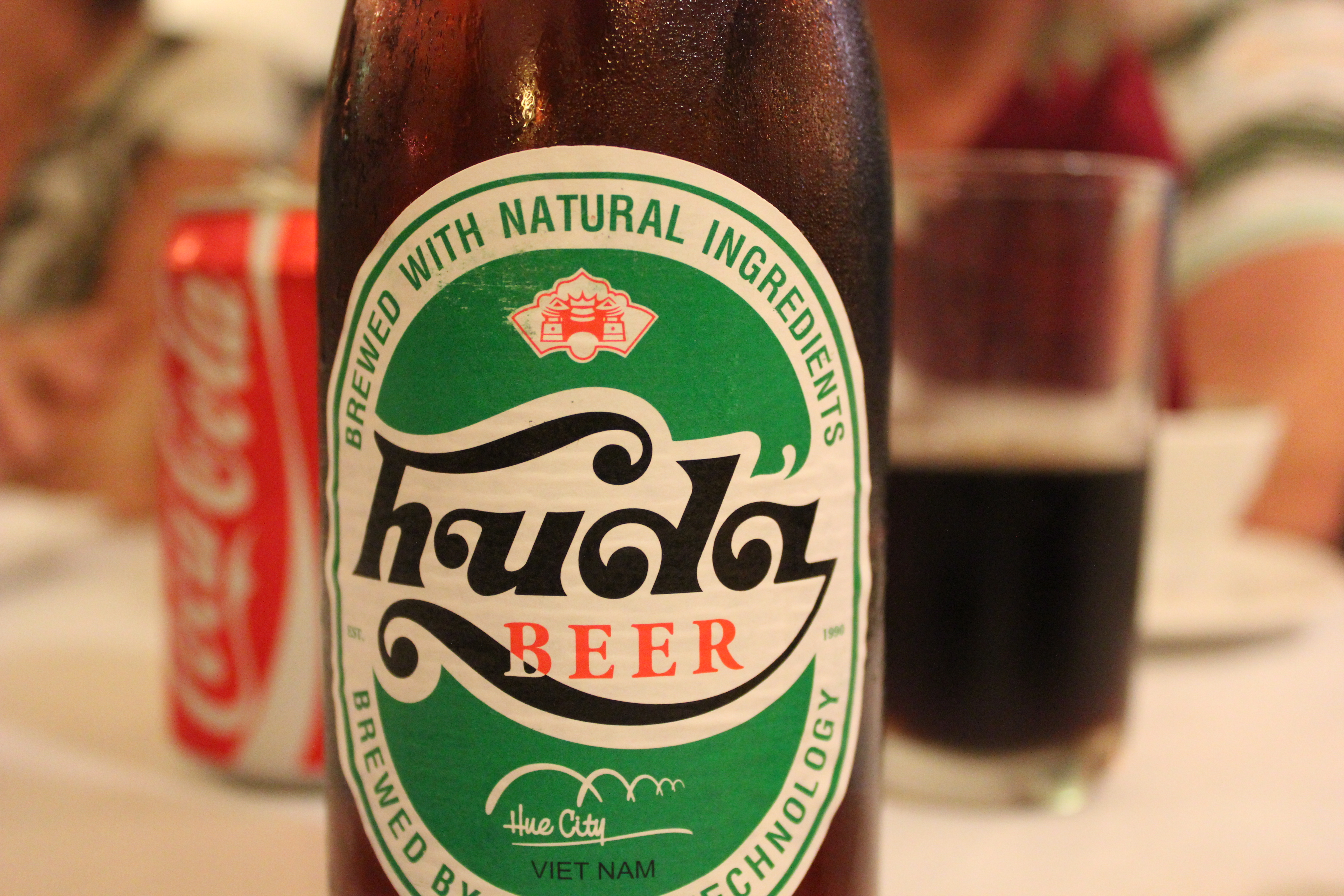
Chai bia Huda.

Bia Huda viết tắt của "Huế & Đan Mạch" là một loại bia lager được sản xuất và đóng chai tại Huế bởi Hue Brewery Ltd. Bia đã giành được huy chương bạc tại Giải vô địch bia thế giới năm 2013.
Huda có sẵn dưới dạng bia lon, đóng chai và bia tươi.
Trụ sở chính của Công ty TNHH Nhà máy Bia Huế đặt tại đường Nguyễn Sinh Cung, thành phố Huế,  bên dòng sông Hương.
Công ty sở hữu thương hiệu được mua lại bởi Tập đoàn Carlsberg.
Năm 2020, dòng bia Huda và Huda Ice Blast đã giành được hai Huy chương Vàng tại lễ trao giải Monde Selection.